# Formatkrieg
Ein Formatkrieg ist eine wirtschaftliche Auseinandersetzung zwischen den Anbietern von verschiedenen, nicht ohne Weiteres kombinierbaren technischen Standardlösungen für ein gemeinsames Sachproblem. Viele Formatkriege enden mit der Durchsetzung eines der konkurrierenden Angebote. Formatkriege begannen bereits in der Frühzeit der Industrialisierung, etwa beim Konkurrenzkampf zwischen Gleichstrom- und Wechselstrom-basierten Systemen für die öffentliche Stromversorgung. Heute betreffen viele Formatkriege die Bereiche Unterhaltungselektronik und Elektronische Medien.
Die Faktoren, die letztlich zur Durchsetzung eines bestimmten Formats führen, können ganz unterschiedlich sein. Dabei muss nicht zwangsläufig das technisch bessere Format den Sieg davontragen, auch andere Faktoren wie etwa ein günstigerer Preis oder besseres Marketing durch einen bereits marktbeherrschenden Hersteller können den Ausschlag geben. Insbesondere bei technischen Medien können beispielsweise auch die veröffentlichten Inhalte eine Rolle spielen – so soll die Tatsache, dass die meisten bekannten Musiker bei Schallplattenfirmen exklusiv unter Vertrag standen und daher keine Aufnahmen auf Bändern für das Tefifon veröffentlichen durften, mit dazu beigetragen haben, dass dieses Medium sich nicht durchsetzen konnte.

## Übersicht vergangener und aktueller Formatkriege

### 1830er/1840er Jahre
- Breitspur (Great Western Railway und Großherzoglich Badische Staatseisenbahnen) gegen Normalspur bei den Eisenbahnen in Großbritannien und Deutschland

Die Badischen Staatseisenbahnen bauten in den 1850er Jahren, die GWR in den 1870er bis 1890er Jahren ihre Strecken auf Normalspur um.

### 1880er Jahre
- Wechselstrom gegen Gleichstrom für die öffentliche Stromversorgung, siehe Stromkrieg.

Der Wechselstrom hat sich mit Ausnahmen wie HGÜ durchgesetzt.

### 1910er Jahre
- Elektroautomobile gegen Benzin-/Dieselautomobile, siehe Verdrängung des Elektroautos nach 1900

- Tonaufzeichnung: Zunächst Phonographenwalze gegen Schallplatte und danach Verdrängung der wie Phonographenwalzen in Tiefenschrift geschnittenen Diamond Disc durch die in Seitenschrift geschnittene Grammophonplatte.

### 1930er Jahre
- QWERTY-Tastaturbelegung gegen Dvorak-Tastaturbelegung

Obwohl die Dvorak-Tastaturbelegung belegungsoptimiert ist, konnte sie sich nicht durchsetzen; sie wird nur von wenigen Anwendern genutzt und ist seit dem Aufkommen der PCs (flexible Tastaturbelegung möglich) wieder ohne großen Aufwand einsetzbar (im Gegensatz zu Schreibmaschinen).

### 1940er Jahre
- Schallplatten-Formatkrieg zwischen 33 1⁄3-min−1-/30-cm-LPs und 45-min−1-/17,5-cm-„Singles“ um 1948/49.

Endete in friedlicher Koexistenz

### 1960er Jahre

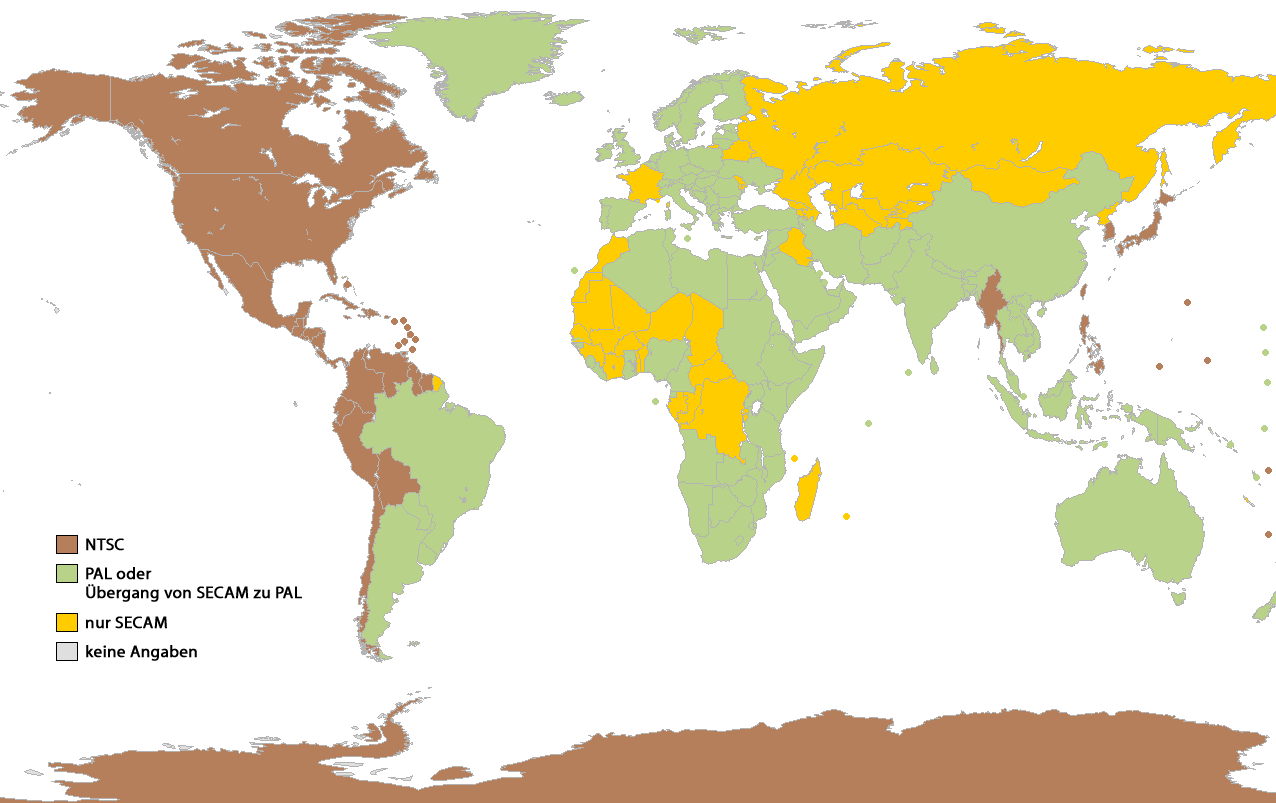
Verteilung der analogen Farbfernsehverfahren

- Stark politisierter Formatkrieg zwischen den analogen Farbfernsehtechnologien NTSC, PAL und SECAM

Endete erst mit der Einführung des Digitalfernsehens

### 1970er Jahre
- Videorekorder-Formatkrieg der späten 1970er- und frühen 1980er-Jahre, siehe Formatkrieg (Videorekorder).

Endete zugunsten VHS.
- Quadrofonie-Formatkrieg.

Endete zugunsten moderner Raumklang-Systeme

### 1980er Jahre
- Nachdem das ursprünglich quelloffene Computer-Betriebssystem Unix durch AT&T kommerzialisiert wurde, führte dies zu einer Reihe von unabhängigen Weiterentwicklungen und Abspaltungen, was als „Unix-Kriege“ (Unix Wars) bekannt wurde. Keines der verschiedenen Systeme konnte eine dominante Position erlangen, und die resultierende Segmentierung bremste den Erfolg von Unix erheblich, das erst in den 2000er Jahren auf dem Massenmarkt erfolgreich wurde. 1983 begann der Programmierer Richard Stallman, verärgert über die Proprietarisierung von Unix durch AT&T, mit der Arbeit an einem eigenen unixoiden Betriebssystem namens GNU und rief damit gleichzeitig die Bewegung für freie Software ins Leben,[1] aus der später unter anderem Linux hervorging.

### 2000er Jahre

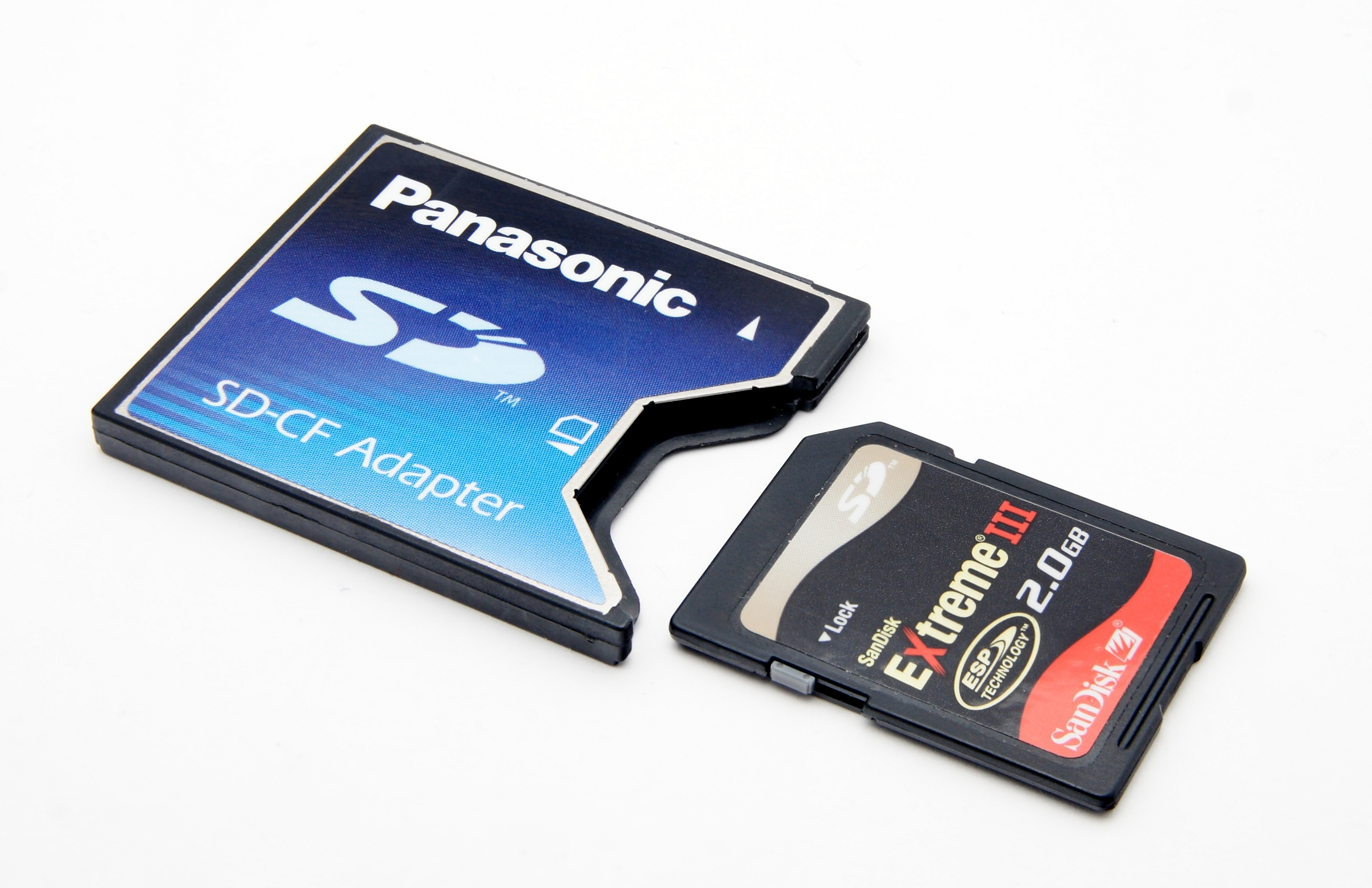
Adapter von SD auf CF(I)

- Formatkrieg von Anbietern unterschiedlicher Speicherkartentypen für Digitalkameras

Secure Digital hat sich im Consumerbereich durchgesetzt, bei Profikameras wird Compact Flash ebenfalls genutzt. Entschärft durch Adapter für SD-Karten in CF-Steckplätzen.
- Datenträger für unkomprimierte Audioaufnahmen mit mehr als zwei Tonkanälen, mit einer Bittiefe von 24 Bit und mit einer höheren Abtastrate als die Compact Disk: Super Audio CD versus DVD-Audio
- Digitale Video-Containerformate: An sich ein Kampf um die vorherrschende Abspielsoftware. Nachdem sich Apple aber Mitte der 1990er Jahre geweigert hatte, Microsoft das Quicktime-Containerformat zu überlassen, entwickelte Microsoft ein eigenes Containerformat (Windows Media).
- DVD-Formatkrieg zwischen DVD+R/RW und DVD-R/RW.

Entschärft zugunsten von Kombinationslösungen.
- High-Definition-Formatkrieg zwischen Blu-ray Disc und HD DVD.

Beendet zugunsten von Blu-ray durch die Ankündigung von Toshiba, keine HD-DVD-Geräte mehr herstellen zu wollen.
- Internationaler Formatkrieg unterschiedlicher Hersteller zum Laden von Elektroautos. Die unterschiedlichen Anschlüsse differieren in gleich mehreren Aspekten:
  - Stromstärke
  - Spannung
  - Wechselstrom vs. Gleichstrom
  - variierende Kommunikationsprotokolle zwischen Ladestation und Fahrzeug
  - unterschiedliche Steckertypen „Typ 1“ vs. „Typ 2“ vs. „Combo-Stecker (CCS)“ vs. „CHAdeMO“ vs. „Tesla Supercharger“

### 2010er Jahre
- Nach der Definition des HEVC / H.265 Videoformats 2013 entwickelte sich ab 2015 ein Patentkrieg um Nutzungsgebühren. Es bildete sich eine Gegenbewegung um die Alliance for Open Media heraus, die auf der Basis des lizenzfreien VP9 eine Alternative entwickelte, die als AV1 dann 2018 veröffentlicht wurde. Der Patentkrieg um HEVC wurde damit entschärft. Der kurz darauf angekündigte Patentkrieg gegen AV1 hatte bis 2020 keinen Effekt, sodass sich AV1 beginnt durchzusetzen.
- Die ITU-R-Empfehlung BT.2020 brachte 2012 eine Definition von 10 Bit pro Kanal bis 8K Bildauflösung für UHDTV. Dolby entwickelte für Dolby Cinema 2014 eine Erweiterung Dolby Vision mit 12 Bit Farbtiefe pro Kanal. Da dies lizenzpflichtig ist, entwickelte Samsung 2017 die kostenfreie Alternative HDR10+ für HDR Video. Der Konkurrent LG setzt jedoch auf Dolby Vision. Mit der Verbreitung von HDR bei Fernsehern ab 2018 zeigt sich, dass bei einer Dolby Vision Unterstützung auch immer zusätzlich HDR10+ angeboten wird.[5]